# Нейланд, Роберт Карлович
Роберт Карлович Нейланд (13 июля 1899 года, Митава, Курляндская губерния — 21 июля 1941 года. Москва) — советский хозяйственный, государственный и политический деятель.

## Биография
Родился в 1899 году. Член ВКП(б) с 1919 года.
С 1919 года — на хозяйственной, общественной и политической работе. В 1919—1941 гг. — в РККА, секретарь ЦК КСМ Латвии, осуждён к 6 годам принудительных работ, обменян в СССР, ответственный секретарь ЦК КП Латвии, осуждён к 8 годам принудительных работ, секретарь Латгальского областного комитета КП Латвии, заместитель председателя СНК Латвийской ССР, 2-й секретарь ЦК КП(б) Латвии, член Бюро ЦК КП(б) Латвии.
Избирался депутатом Верховного Совета СССР 1-го созыва.
Погиб в Москве в 1941 году. Похоронен на кладбище Райниса в Риге.